# Dure
Dure (kinesiska: 杜热, 杜热乡) är en sockenhuvudort i Kina. Den ligger i den autonoma regionen Xinjiang, i den nordvästra delen av landet, omkring 290 kilometer norr om regionhuvudstaden Ürümqi. Antalet invånare är 15 253. Befolkningen består av 7 407 kvinnor och 7 846 män. Barn under 15 år utgör 25,0 %, vuxna 15-64 år 70 %, och äldre över 65 år 3,0 %.
Runt Dure är det mycket glesbefolkat, med 2 invånare per kvadratkilometer. Trakten runt Dure består i huvudsak av gräsmarker.
Genomsnittlig årsnederbörd är 190 millimeter. Den regnigaste månaden är juli, med i genomsnitt 37 mm nederbörd, och den torraste är februari, med 7 mm nederbörd.